# 5829 Ishidagoro
Az 5829 Ishidagoro (ideiglenes jelöléssel 1991 CT1) a Naprendszer kisbolygóövében található aszteroida. Satoru Otomo és Muramacu Oszamu fedezte fel 1991. február 11-én.